# ФК Борац Загреб
Ногометни клуб Борац (НК Борац) из Загреба био је фудбалски клуб из Хрватске. Био је полицијски клуб основан 1945. године под именом Фискултурно друштво Милиција. Трећи је загребачки клуб који је после Другог светског рата изборио учествовање у Првој савезној лиги Југославије. Клуб престаје да постоји 7. фебруара 1952. године када се фузионише са Загребом.

## Имена клуба
Клуб је у својој првој такмичарској сезони 1946. носио име Фискултурно друштво Милиција, после мења име у Фискултурно друштво Милиционер. Од сезоне 1947/48. опет мења име тако што, уместо фускултурног друштва постаје Ногометни клуб Милиционер. Од 1950. године до 7. фебруара 1952. године носио је име Ногометни клуб Борац. Са тим именом је постигао највећи успех учествујући у највишем рангу такмичења.

## Успеси и такмичења
У шест година постојања клуб је постигао поприлично велики резултатски напредак. Ако се посматрају сезоне у којим је учествовао, 1946. године је заузимао последње место у првенству Загреба без бодова и постигнутог поготка , а већ се у сезони 1947/48. пласирао у доигравање Хрватске лиге (трећа лига) где у завршној одлучујућој утакмици дуби од осијечког Пролетера. У сезони 1948/49. осваја хрватску лигу, пласира се у Другу савезну лигу коју осваја у следећој сезони што му обезбеђује пласман у Прву савезну лигу Југославије. У њој заузима скромно девето место, што му је и највећи успех јер се већ следеће године године спаја са Загребом који на тај начин добија место међу прволигашима. Што се тиче надметања у купу маршала Тита најбољи резултат му је четвртина финала 1949. где губи од београдске Црвене звезде са 3:1.

## Резултати по сезонама

### Лига
| Сезона   | Лига | Број играча                    | Место | Мечева | Поб. | Нер. | Пор. | ДГ | ПГ | Бод. |
| -------- | ---- | ------------------------------ | ----- | ------ | ---- | ---- | ---- | -- | -- | ---- |
| 1946.    | I.   | Првенство Загреба (A група)    | 8     | 7      | 0    | 0    | 7    | 0  | 46 | 0    |
| 1947/48. | III. | Хрватска лига (куп систем)     | 8     | 4      | 2    | 1    | 1    | 11 | 2  | 5    |
| 1948/49  | III. | Хрватска лига                  | 10    | 18     | 13   | 3    | 2    | 48 | 14 | 29   |
| 1950.    | II.  | Друга савезна лига Југославије | 11    | 20     | 10   | 5    | 5    | 46 | 19 | 25   |
| 1951.    | II.  | Прва савезна лига Југославије  | 12    | 22     | 7    | 4    | 11   | 30 | 33 | 18   |

### Куп

#### Куп маршала Тита 1949.
- 1/16 финала: Јединство (Требиње) - Милиционер 0:5
- 1/8 финала: Милиционер - Срем (Сремска Митровица) 4:1
- 1/4 финала: Црвена звезда - Милиционер 3:1

#### Куп маршала Тита 1950.
- 1.круг: Динамо (Винковци) - Борац 0:8
- 1/16 финала: Борац – Напредак (Крушевац) 0:2

#### Куп маршала Тита 1951.
- 1.круг: Напријед (Сисак) - Борац 1:0

## Значајне клупске личности
Играчи:
- Бранко Зебец
- Владимир Клаић
- Бранко Краљ

Тренер Њубо Бенчић